# Bretteville-sur-Laize
Bretteville-sur-Laize è un comune francese di 1 636 abitanti situato nel dipartimento del Calvados nella regione della Normandia.

## Società

### Evoluzione demografica
Abitanti censiti